# Douglas Allen, Baron Croham
Douglas Albert Vivian Allen, Baron Croham GCB, FRSA (* 15. Dezember 1917 in Wallington, Surrey; † 11. September 2011 in Croydon) war ein britischer Politiker, Staatsbeamter und Life Peer.

## Leben und Karriere
Allen wurde am 15. Dezember 1917 als Sohn von Albert John Allen und Elsie Maria Davies geboren. Der Vater fiel im Ersten Weltkrieg, als Douglas Allen ein Jahr alt war. Er besuchte die Wallington County Grammar School in Wallington, Surrey und die London School of Economics (LSE), wo er 1938 mit einem Bachelor of Science im Fach Wirtschaftswissenschaften (Economics) graduierte. Während des Zweiten Weltkriegs diente er von 1940 bis 1945 in der British Army bei der  AA Command Royal Artillery, wo er bis zum Captain befördert wurde.
Nach dem Eintritt in den britischen Staatsdienst (Her Majesty's Civil Service) arbeitete Allen zunächst von 1939 bis 1947 beim Board of Trade; er war dort ab 1939 Stellvertretender Ministerialrat (Assistant Principal), dann ab 1945 Ministerialrat (Principal). 1947 war er für das Cabinet Office und von 1948 bis 1958 im Britischen Finanzministerium (Her Majesty's Treasury) tätig. 1958 wurde er Staatssekretär (Under-Secretary) im Gesundheitsministerium (Ministry of Health) und blieb dies bis 1960, als er zurück zum Finanzministerium wechselte. 1962 wurde er Third Secretary und 1966 Permanent Under-Secretary; von 1964 bis 1968 arbeitete er für das Wirtschaftsministerium (Department of Economic Affairs) als Deputy Under-Secretary. Allen war von 1968 bis 1974 Staatssekretär (Permanent Secretary) im Britischen Finanzministerium. Von 1974 bis 1977 war er als Permanent Secretary im Civil Service Department tätig; in dieser Funktion war er Leiter des Civil Home Service (Head of the Home Civil Service).
Von 1978 bis 1983 war er Berater (Industrial Advisor) des Gouverneurs der Bank of England. Allen legte in dieser Funktion unter anderem 1979 einen Entwurf zur Revision der Führungsstrukturen und Zuständigkeitsverteilung der Bank von England vor. Das Archiv der Bank of England zählt Crohams Abhandlung zu den Schlüsseldokumenten der Geschichte der Bank von England und veröffentlichte das Original auf der offiziellen Webseite. Allen war von 1978 bis 1992 Direktor (Non-Executive Director) der Pilkington Group Limited, einem britischen Unternehmen, das auf dem Gebiet der Glasindustrie tätig ist, und von 1989 bis 1992 Direktor der irischen Merchant Bank Guinness Mahon & Co Ltd.

## Mitgliedschaft im House of Lords
Er wurde am 8. Februar 1978 zum Life Peer als Baron Croham, of the London Borough of Croydon, ernannt. Im House of Lords saß er als Crossbencher. Seine Antrittsrede hielt er am 18. Juli 1978.
Auf der Webseite des House of Lords gab er Finanzen, Wirtschaftspolitik und Energiewirtschaft als seine politischen Themenschwerpunkte an. Als Staaten von besonderem Interesse nennt er Deutschland und die USA. Von 1996 bis 1997 war er Mitglied des Ausschusses Public Service. Zuletzt meldete er sich am 24. April 2007 zu Wort. An einer Abstimmung nahm er zuletzt am 17. Juni 2008 teil.

## Weitere Ämter
Bei der OECD war Allen von 1972 bis 1977 Vorsitzender (Chair) des Ausschusses für Wirtschaftspolitik (Economic Policy Committee). Allen war Präsident des Institute for Fiscal Studies (IFS) von 1978 bis 1992 und vom British Institute of Energy Economics von 1986 bis 1994. Er war Vorsitzender (Chairman) der British National Oil Corporation (BNOC) von 1982 bis 1986 (und von 1978 bis 1982 stellvertretender Vorsitzender [Deputy Chairman]), von der Guinness Peat Group plc von 1982 bis 1987 und der Trinity Insurance Ltd von 1987 bis 1992.
Bei der Anglo-German Foundation war er von 1982 bis 1997 Vorsitzender (Chairman) und ist dort seit 1977 Mitglied des Treuhandrates (Trustee). Von 1977 bis 2004 war er Direktor (Governor) der London School of Economics und von der Wallington County Grammar School von 1993 bis 2003.
Allen ist Mitglied der First Division Association (FDA). Er ist auch Mitglied des Institute of Directors und Companion des British Institute of Management. Er ist Mitglied des Verwaltungsrates (Council Member) des Institute for Fiscal Studies und Mitglied (Institute Governor) des National Institute of Economic and Social Research.

## Wirken in der Öffentlichkeit
1977 wurde die später sogenannte Croham-Direktive von der Labour-Regierung eingebracht. Diese versprach die Veröffentlichung von Hintergrundpapieren über das Zustandekommen politischer Entscheidungen. Der Öffentlichkeit sollten möglichst viele Hintergrundinformationen zur Verfügung gestellt werden, um den politischen Entscheidungsprozess transparenter zu gestalten. Allerdings wurden nur wenige Hintergrundmaterialien veröffentlicht. Allen sprach sich später für einen Freedom of Information Act aus.
Von 1985 bis 1987 war er Vorsitzender (Chairman) des Croham-Committee.
Im März 1987 legte Croham den sog. Croham-Report vor. Das von der Britischen Regierung eingesetzte Croham-Komitee hatte die verfassungsrechtliche Rolle und Stellung des University Grants Committee untersucht, welches im Auftrag der Regierung die Verteilung der finanziellen Zuschüsse an die Universitäten anwies. Croham empfahl eine Reform des University Grants Committee. Dieses sollte als eigenständiges Gremium zwar erhalten bleiben; jedoch sollte die Anzahl seiner Mitglieder reduziert werden und die Hälfte der Mitglieder sollte nicht aus Universitätskreisen kommen.
Anfang der 1990er Jahre schrieb er einen Beitrag zu der wirtschaftswissenschaftlichen und finanzpolitischen Monografie The Legacy of the golden age: the 1960s and their economic consequences. 2001 gehörte er zu einer Reihe von Persönlichkeiten, die die Einführung des Euros in Großbritannien aus wirtschaftlichen Gründen ablehnte.
Im März 1998 nahm er an der Trauerfeier von Sir James Dunnett teil. Im März 2003 nahm er an der Trauerfeier für Lord Jenkins of Hillhead teil. Allen nahm im Oktober 2007 an der Trauerfeier für Lord Weatherill teil. Im Oktober 2008 nahm Allen an der Trauerfeier für Lord Hunt of Tanworth teil.

## Ehrungen
Allen war Fellow der Royal Society of Arts und erhielt 1977 von der University of Southampton die Ehrendoktorwürde als Doctor of Social Science (DSocSc).
1963 wurde er zum Companion des Order of the Bath (CB) ernannt, 1967 zum Knight Commander (KCB) und 1973 zum Knight Grand Cross (GCB).

## Familie
Allen war vom 16. August 1941 bis zu ihrem Tod 1994 mit Sybil Eileen Allegro verheiratet. Sie hatten zwei Söhne und eine Tochter.

## Veröffentlichungen
- British banks and the industrial situation, Institute of Bankers, 1981, ISBN unbekannt
- United Kingdom and the Exchange Rate Mechanism of the European Monetary System, Manchester Statistical Society, 1990, ISBN 978-0-85336-092-6
- The Legacy of the Golden Age: The 1960s and Their Economic Consequences, Routledge Chapman & Hall, 1992, ISBN 978-0-415-07154-3 (Beitrag)